# سال (شركة)
شركة سال السعودية للخدمات اللوجستية (SAL) (بالإنجليزية: SAL Logistics Services)، شركة مساهمة سعودية مدرجة في السوق المالية السعودية «تداول» في 1 نوفمبر 2023م، عضو المؤسسة العامة للخطوط الجوية العربية السعودية. تأسست في ديسمبر 2019م. تقدم خدماتها اللوجستية في مجال مناولة الشحنات لمختلف شركات الطيران في المنافذ الجوية في المملكة، إضافة إلى تقديم خدمات الحلول اللوجستية والربط بين وسائط النقل الأخرى لرفع كفاءة الخدمات اللوجستية المقدمة دولياً، للإسهام في تحقيق رؤية المملكة 2030 بجعلها منصة لوجستية عالمية ومركزاً دولياً لخدمة البضائع والشحنات. الشركة حاصلة على رخصة (GACAR 151) في مجال خدمات المناولة الأرضية لمحطة شحن مطار الملك خالد الدولي بالرياض. تقدم سال خدماتها عبر 17 محطة داخل المملكة منها 4 محطات رئيسية في الرياض وجدة والدمام والمدينة المنورة و13 محطة داخلية.

## أهدافها
تعمل الشركة على تعزيز تكامل العمليات اللوجستية وخدمات المناولة الأرضية وكذلك ربط عمليات النقل البري والبحري بمطارات المملكة دعماً لأهداف برنامج الصناعة الوطنية والخدمات اللوجستية كمحور أساسي من محاور الرؤية، والمساهمة بشكل مباشر في الارتقاء بمستوى العمليات اللوجستية وتوفير متطلباتها. وكذلك المساهمة في تعزيز البنى التحتية وتطويرها، والتي تشمل منصّات ومستودعات الشحن بمختلف أنواعها وكذلك الـمعدّات الـمستخدمة، بالإضافة إلى مرافق شحن بضائع التجارة الدولية الإلكترونية.

## خدماتها
تشمل خدماتها:
- خدمات المناولة الأرضية
- مناولة طائرات الشحن الخاصة
- مناولة الشحنات الخاصة
- الشحن بوسائط متعددة
- حلول لوجستية متخصصة

وكذلك الأمن والسلامة بمتطلباتها كخدمة تفتيش الشحنات ومرافقتها وأمن حراسة الطائرات، وذلك من خلال عدة مراكز للتخزين والتوزيع.

## أعمال وإنجازات
في 19 ديسمبر 2021م، وسعت الشركة محطتها الجديدة في مطار الملك عبد العزيز الدولي بجدة. وذلك لمواكبة الاستراتيجية الوطنية للنقل والخدمات اللوجستية، التي تهدف إلى تحويل المملكة إلى منصة لوجستية عالمية، للمساهمة في الاقتصاد وتنويعه، واستدامة نمو قطاع الخدمات اللوجستية وتحقيق ريادته وإيجاد فرص تنافسية في البيئة الاستثمارية الجاذبة التي تتبناها المملكة في رؤيتها.
تبلغ مساحة توسعة المرحلة 40 ألف متر مربع، تشمل مرافق شحن متنوعة وحديثة وبمواصفات عالمية وأنظمة مناولة آلية، وتشمل خدمات شحنات الصادر والوارد والشحنات المبردة الطبية والغذائية والشحنات عالية القيمة والشحنات الخطرة وشحنات الترانزيت، وذلك وفق إجراءات أمنية حسب المعايير الدولية، كما يساهم المشروع في مرحلته الأولى إلى رفع الطاقة الاستيعابية لمرافق الشحن لتصل لقرابة 1.1 مليون طن سنوياً.
في نفس العام قامت مؤسسة البريد السعودي «سبل» بإبرام اتفاقية مع الشركة لمناولة الإرساليات البريدية وكذلك الشحنات التجارية الداخلية والدولية الصادرة والواردة وذلك عبر المطارات المحلية.
في يناير 2023م وقعت الشركة مذكرة تفاهم مع شركة مينزيس للطيران؛ وتهدف الشراكة إلى دراسة تقديم الخدمات الأرضية لشركات الطيران الاقتصادية بمطارات السعودية.
كما أصبحت شركة سال شريكًا استراتجياً لوجستيًّا من الفئة الذهبية لدوري المحترفين السعودي (روشن) وذلك بعد توقيع رابطة الدوري السعودي عقداً معها في 20 سبتمبر 2023م.
حصلت شركة سال على «جائزة العمل في مسار التوطين لفئة خدمات قطاع النقل والخدمات اللوجستية» لعام 2023م، التي قُدِّمت من قِبل وزارة الموارد البشرية والتنمية الاجتماعية، وذلك في ديسمبر 2023م.

## وصلات خارجية
- الموقع الرسمي لشركة السعودية للخدمات اللوجستية